# McDonnell Douglas X-36
Die McDonnell Douglas X-36 Tailless Fighter Agility Research Aircraft ist ein maßstäblich verkleinerter Prototyp eines Flugzeugs, das ohne das übliche Seitenleitwerk auskommt.

## Geschichte
Um das Flugzeug zu steuern werden Canards, geteilte Querruder und eine fortgeschrittene Schubvektorsteuerung eingesetzt. Die X-36 hat eine sehr instabile Fluglage, weshalb ein computerunterstütztes Fly-by-Wire System zum Einsatz kommt.
Die X-36 wurde etwa im Maßstab 1:4 zu einem normalen Kampfflugzeug gebaut und wird aus einem virtuellen Cockpit am Boden von einem Piloten gesteuert, der mit Videobildern aus dem Flugzeug versorgt wird.
Der Erstflug fand am 17. Mai 1997 statt und es wurden insgesamt 25 Testflüge durchgeführt. Das Handling des Flugzeuges war erstaunlich gut und es wurde berichtet, dass alle Erwartungen an das Projekt erfüllt bzw. übertroffen wurden.
Manchmal wird das Flugzeug als Boeing X-36 bezeichnet, da Boeing und McDonnell Douglas während der Projektlaufzeit fusionierten.

## Mögliche Entwicklung
Die X-36 ist das Entwicklungsmodell eines möglichen späteren Kampfflugzeugs mit extremer Manövrierfähigkeit und guter Stabilität an beiden Enden der Geschwindigkeitsskala. Ungeachtet des Potentials der X-36 wurde keine Ankündigung von Boeing gemacht, dass ein auf der X-36 basierendes Flugzeug gebaut werden würde.

## Allgemeine Daten
| Kenngröße             | Daten                       |
| --------------------- | --------------------------- |
| Besatzung             | 0 (1 Pilot am Boden)        |
| Länge                 | 5,8 m                       |
| Spannweite            | 3,0 m                       |
| Höhe                  | 0,9 m                       |
| Startmasse            | 550 kg                      |
| Höchstgeschwindigkeit | 375 km/h                    |
| Dienstgipfelhöhe      | 6000 m                      |
| Triebwerke            | Williams International F112 |
| Schub                 | 3,1 kN                      |